# Wydawnictwo Episteme
Wydawnictwo Episteme – polskie wydawnictwo powstałe w 2010 roku jako marka graficznego Studia Format, działającego w Lublinie od 2009 roku. Publikuje książki naukowe i popularnonaukowe z różnych dyscyplin, beletrystykę oraz poezję. Znajduje się na wykazie wydawnictw publikujących recenzowane monografie naukowe Ministerstwa Nauki i Szkolnictwa Wyższego.
Jednym z najważniejszych przedsięwzięć wydawnictwa Episteme jest graficzne i redakcyjne opracowanie oraz wydanie edycji krytycznej Pism wszystkich Bolesława Prusa pod auspicjami Towarzystwa Literackiego im. Adama Mickiewicza (kierownik projektu – dr hab. Beata Obsulewicz-Niewińska).
Wydawnictwo zajmuje się także popularyzacją Lublina jako miasta Bolesława Prusa. Od 2016 roku we współpracy z Marcinem Fedorowiczem organizuje spacery śladami pisarza, a także inne akcje przybliżające postać autora Lalki.
W 2015 roku wydawnictwo zainaugurowało serię wydawniczą "Odnalezione", poświęconą zapomnianym lub mniej znanym polskim pisarzom i poetom. W serii ukazały się Opowiadania i słuchowiska. Klatka Kazimierza Kummera oraz Opowiadania krzeszowickie Stanisława Czycza. 

## Nagrody, wyróżnienia i nominacje
- marzec 2013: nominacja do tytułu Najpiękniejszej Książki Roku 2012 w 53. Konkursie PTWK dla książki Edy Ostrowskiej Echolalie[9];
- kwiecień 2014: wyróżnienie honorowe w 54. Konkursie PTWK na Najpiękniejszą Książkę Roku 2013 za projekt Księgi miasta Lublina pod red. Barbary Wybacz[10];
- marzec 2015: nominacja do tytułu Najpiękniejszej Książki Roku 2014 w 55. Konkursie PTWK dla książki Krzysztofa Butryna Taka muzyka. Wspomnienia o muzykantach i muzyce wiejskiej z okolic Janowa Lubelskiego oraz dla książki Tam na hori czereszeńka. Nagrania z badań terenowych profesora Romana Reinfussa, opracowanie i redakcja Marta i Krzysztof Butrynowie[11];
- czerwiec 2015: Wawrzyn Pawła Konrada w konkursie Książka Roku 2014 (Wojewódzka Biblioteka Publiczna im. Hieronima Łopacińskiego w Lublinie) w kategorii: "Lublin – wydawnictwo monograficzne" za pierwszy tom serii Notatki twórcze pt.: Notatki „lubelskie” Bolesława Prusa w opracowaniu prof. Anny Martuszewskiej i dr Magdaleny Kreft[12];
- maj 2016: nagroda w 56. Konkursie PTWK na Najpiękniejszą Książkę Roku 2015 dla książki Edy Ostrowskiej Edessy[13];
- marzec 2017: Feniks, nagroda Stowarzyszenia Wydawców Katolickich dla książki Kompendium edukacyjne Edmunda Bojanowskiego pod redakcją s. Marii Loyoli Opieli[14];
- kwiecień 2017: nagroda O.pl w dziedzinie literatury dla wydawnictwa Episteme za serię "Odnalezione"[15];
- maj 2018: nagroda w 58. Konkursie PTWK na Najpiękniejszą Książkę Roku 2017 dla książki Edy Ostrowskiej Poemat filozofujący[16].